# Catherine de Guise
Catherine Marie de Guise, hertiginna de Montpensier, född 18 juli 1552, död 6 maj 1596, var en fransk de facto-politiker. Hon var dotter till hertig Frans av Guise och Anna d'Este och syster till hertig Henrik I av Guise. Hon var en politisk aktör under hugenottkrigen som lojalist till den katolska ligan och solidarisk med sin släkts planer på att erövra franska kungatronen. 
Catherine de Guise gifte sig 1570 med hertig Louis III de Montpensier (1513–1582), prins av blodet och släkt med kungafamiljen. Hon beskrivs som stolt och arrogant och ansåg sin familj som förnämare än kungadynastin. Hon stödde sin familj i deras maktanspråk på den franska tronen och spelade en aktiv roll då Frans av Guise ockuperade Paris 1588. Under ockupationen uppträdde hon som en drottning och bar en sax i sitt bälte, som hon förklarade att hon tänkte använda för att klippa en munks tonsur på Henrik III och stänga in honom i kloster. Hon uppmanade sin bror Mayenne att komma till Paris och utropa sig till kung. Vid mordet på Henrik III 1589 tog hon öppet på sig hans död. Från 1589 till 1594 stödde hon katolska ligan på plats i Paris tillsammans med sin mor och svägerska Catherine de Cleves. Hon lade år 1593 fram sin brors kandidatur som Frankrikes monark inför parisparlamentet. 1594 tvingades hon acceptera Henrik IV:s intåg i Paris. Henrik IV ställde henne inte inför rätta, trots krav framförda av Louise av Lorraine.